# Nacht und Träume

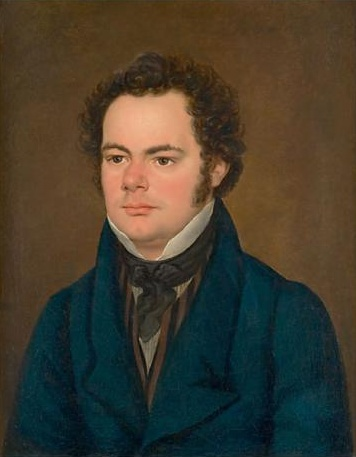
Portrait of Franz Schubert by Franz Eybl (1827)

Nacht und Träume (Notte e sogni) è un lied, o canzone d'arte, per voce e pianoforte di Franz Schubert, basata su un testo di Matthäus von Collin, pubblicata nel 1825. Nel catalogo delle opere di Schubert di Otto Erich Deutsch, è l'Op. D. 827.

## Descrizione
La canzone, una meditazione sulla notte e sui sogni, è annotata "Sehr langsam" (molto lentamente) ed è nella chiave di si maggiore (con una modulazione nella sopradominante bemollizzata, sol maggiore, nel centro). C'è una singola indicazione dinamica, pianissimo (molto sommessamente), che non cambia durante tutta la canzone. Il piano suona accordi arpeggiati in semicrome per tutta la durata della canzone in un modo simile alla battuta cinque, la battuta in cui entra la voce.
Una esecuzione tipica dura dai 3 ai 4 minuti circa.
Una versione nella collezione della famiglia Spaun ha il tempo diverso annotato "Langsam, Sempre legato" (Lentamente, Sempre legato).
La pubblicazione originale attribuiva erroneamente il testo a Friedrich Schiller.
Nacht und Träume è una delle numerose canzoni di Schubert che Max Reger ha arrangiato per voce e orchestra. Le ultime sette battute della versione originale sono presenti nell'omonimo dramma televisivo scritto e diretto da Samuel Beckett.

## Testo della canzone
Heil'ge Nacht, du sinkest nieder;

Nieder wallen auch die Träume

Wie dein Mondlicht durch die Räume,

Durch der Menschen stille Brust.

Die belauschen sie mit Lust;

Rufen, wenn der Tag erwacht:

Kehre wieder, heil'ge Nacht!

Holde Träume, kehret wieder!»
O santa notte, tu stai per finire;

così svaniscono anche i sogni,

come il raggio di luna nelle stanze,

nel silenzioso cuore dell'uomo.

Egli con piacere li spia;

li richiama, sul far del giorno:

torna indietro, o santa notte

o sogni d'incanto, tornate indietro!»
(Traduzione di Pietro Soresina)